# 谐振隧穿二极管

谐振隧穿二极管 的工作原理，第一个电流峰值之后的负阻特性是由于随着偏压的增加，第一能级开始低于费米能级。(左侧: 能带结构; Center: 透射系数; Right: 电流)

谐振隧穿二极管(Resonant tunneling diode, RTD)是利用电子在某些能级能够谐振隧穿而导通的二极管。其电流电压特性常显示出负阻特性。

## 简介
所有的隧道二极管(Tunnel diode)都是利用量子穿隧效應工作的。它们大多具有负阻的电流电压特性,用于高速电子器件，因为隧穿薄层的时间很短，比如振荡器。最高工作频率可达THz.
谐振隧穿二极管可以使用多种材料制造（比如III-V族，IV族或II-IV族半导体）和多种不同谐振隧穿结构（比如重掺杂PN结,双势垒，三势垒，势阱）。 
其中一种由两层薄层中间的单个势阱构成，称为双势垒结构。载流子在势阱中间只能有分立的电子能级。当谐振隧穿二极管两边加偏压的时候，随着第一能级接近费米能级，电流逐渐增加。当第一能级低于并远离费米能级的时候，电流开始下降，出现负阻特性。当第二能级下降接近费米能级的时候，电流再次增加。该结果如下图所示，该图使用NanoHUB得到。
该结构可以使用分子束外延生长，常见材料组合有GaAs/AlAs和InAlAs/InGaAs。

## 工作原理
取决于材料和有多少个势垒，束缚能级的数量可能有一个或多个，当束缚能级较多时，下述过程可能会重复。

### 正电阻区
在低偏压时，当第一束缚能级（能量最低的那一个）靠近费米能级时，通过该束缚能级的电流增加 ，从而总电流增加。

### 负电阻区
随着偏压进一步增加，第一束缚能级已经低于费米能级。偏压继续增加时该能级对应的能量已接近发射极（源极）的禁带，因此该能级传导的电流减小，总电流减小。

### 第二正电阻区
随着偏压进一步增加，第二束缚能级也靠近费米能级，其传导的电流也开始增加，导致总电流再次增加。